# آناسهیر
آناسهیر (به انگلیسی: Ynyshir) یک منطقهٔ مسکونی در بریتانیا است که در Rhondda Cynon Taf واقع شده‌است. آناسهیر ۳٬۳۲۰ نفر جمعیت دارد.